# Джейсон Вільямс (баскетболіст, 1975)
Джейсон Чендлер Вільямс (англ. Jason Chandler Williams, нар. 18 листопада 1975, Белль, Західна Вірджинія, США) — американський професіональний баскетболіст, що грав на позиції розігруючого захисника за низку команд НБА. Чемпіон НБА.

## Ігрова кар'єра

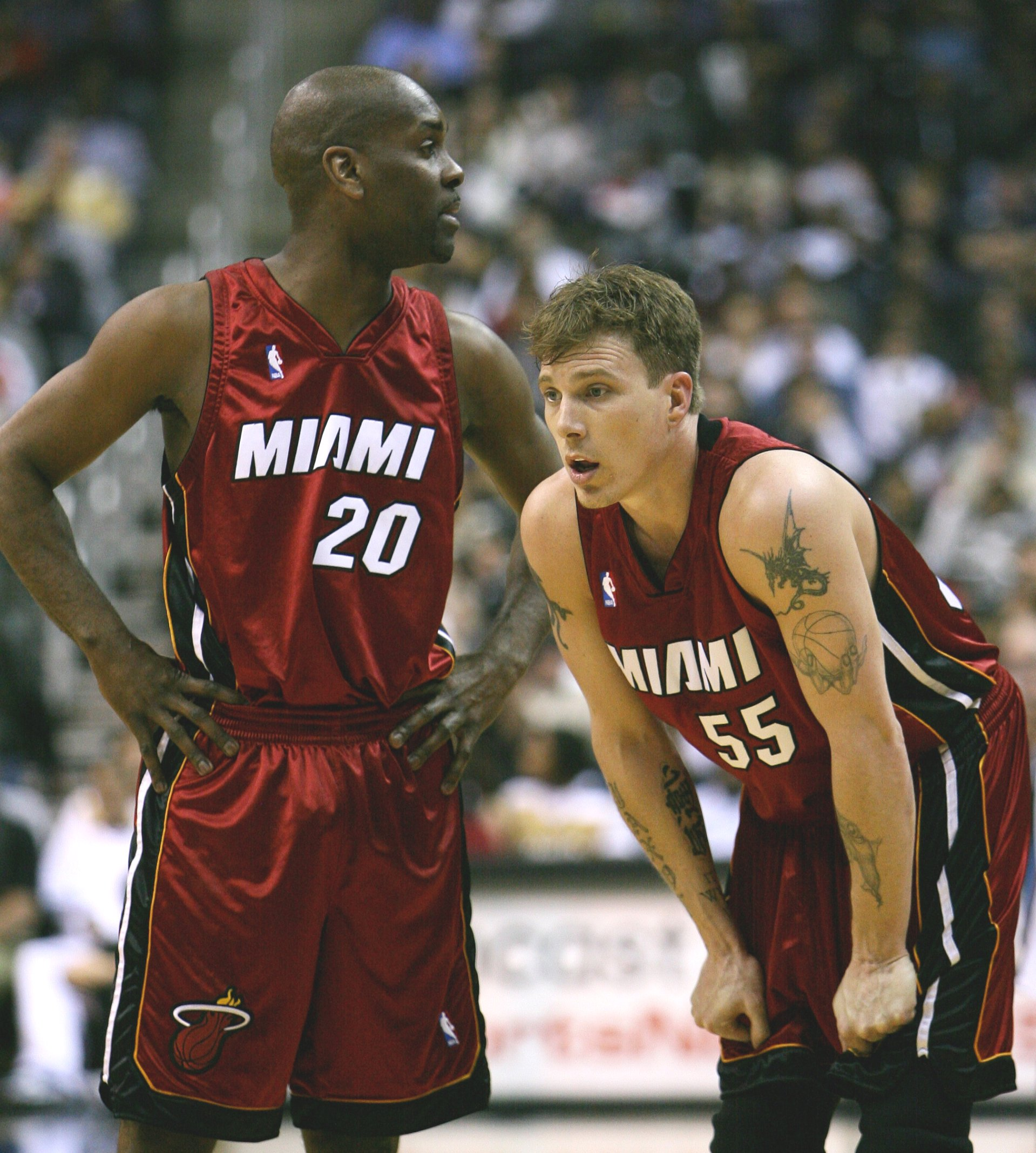
Вільямс з партнером по «Маямі» Гері Пейтоном, 2006

На університетському рівні грав за команду Флорида (1997–1998). Був лідером команди, проте в лютому 1998 року був відсторонений від ігор за вживання марихуани.
1998 року був обраний у першому раунді драфту НБА під загальним 7-м номером командою «Сакраменто Кінґс». Професійну кар'єру розпочав 1998 року виступами за тих же «Сакраменто Кінґс», захищав кольори команди із Сакраменто протягом наступних 3 сезонів. В липні 2000 року був відсторонений від участі в п'ятьох матчах наступного сезону через відмову виконувати антинаркотичну програму НБА.
28 лютого 2001 був звинувачений у вигукуванні расистських вигуків в сторону вболівальників азійського походження, за що був оштрафований лігою на $15,000. Через цей інцидент компанія Nike вирішила не включати Вільямса до своєї рекламної кампанії.
З 2001 по 2005 рік грав у складі «Мемфіс Ґріззліс».
2005 року перейшов до «Маямі Гіт», у складі якої провів наступні 3 сезони своєї кар'єри. 2006 року допоміг команді стати чемпіоном НБА, яка перемогла у фіналі «Даллас Маверікс».
У вересні 2008 року через постійні травми оголосив про завершення спортивної кар'єри. Проте вже в лютому 2009 року виявив бажання повернутися до ліги.
19 серпня 2009 року підписав контракт з командою «Орландо Меджик», за яку він відіграв 2 сезони. В перший свій сезон після повернення допоміг команді дійти до фіналу Східної конференції, де «Меджик» програли «Бостону».
Останньою ж командою в кар'єрі гравця стала «Мемфіс Ґріззліс», до складу якої він повернувся 7 лютого 2011 року і за яку відіграв залишок сезону. Залишив клуб як гравець з найбільшою кількістю асистів в його історії (згодом його обійде Майк Конлі).

## Профіль гравця

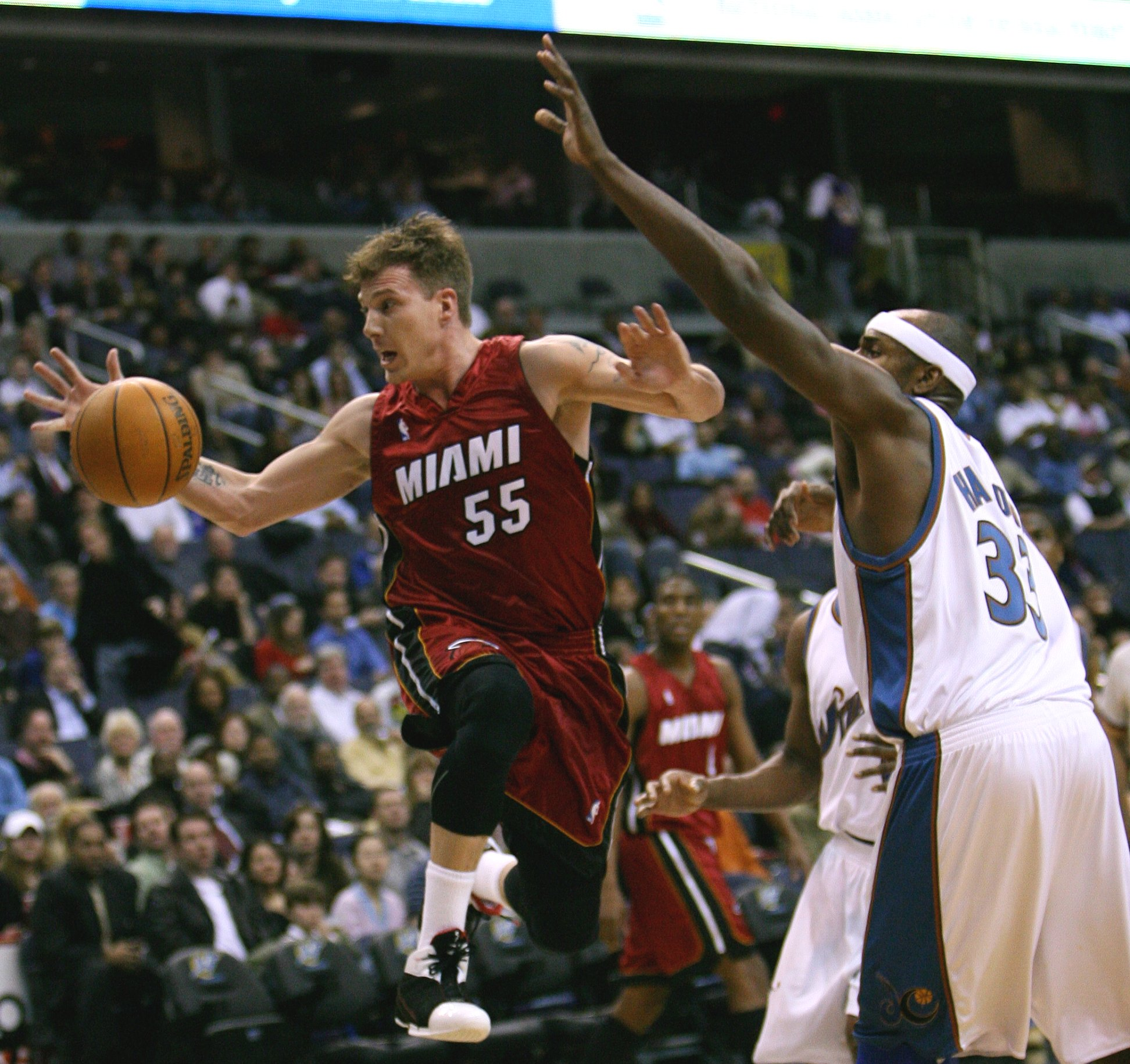
Вільямс у грі за «Маямі», 2006

З самого початку своєї спортивної кар'єри Вільямс заробив репутацію гравця з вуличним стилем баскетболу. На шоу SportcCenter каналу ESPN постійно транслювали нарізки з його видовищними проходами та яскравими асистами. Він постійно виконував такі паси як з-за спини, не дивлячись та через весь майданчик. Вільямс також був відомим за свої видовищні триочкові кидки. Щоправда через свою ризиковану гру він був схильний до втрат м'яча. Саме через це під час найважливіших відрізків матчів тренери його саджали на лавку.
Пізніше, вже під час кар'єри в «Мемфісі» та «Маямі» він значно спростив свій екстравагантний стиль задля більшої надійності та отримав одне з найкращих співвідношень асистів до втрат м'яча в НБА. В будь-якому випадку, Вільямс продовжував бути відомим завдяки своїм нестандартним рішенням та креативності.
У матчі новачків під час зіркового вікенду 2000 під час швидкої контратаки, Вільямс не дивлячись на партнера, виконав пас ліктем за спиною на нього. Коментуючи цей прийом він сказав: «Я це зробив для того, щоб ви більше ніколи не просили мене це повторити».

### Прізвисько
Прізвисько Вільямса «Білий шоколад» дала йому Стефані Шепард, працівник «Сакраменто» по роботі з ЗМІ, коли він виступав у свій перший рік в НБА. Пізніше Шепард зазначала: «Це ім'я мені спало на думку після того, як я побачила ігровий стиль Вільямса — яскравий та винахідливий. Речі, які він робить з м'ячем є неймовірними для мене. Його стиль нагадує мені стрітбол в Чикаго».
Протягом кар'єри у Вільямса також були прізвиська «J-Will» та «J-Dub», а на пальцях має татуювання «WHITEBOY».

## Особисте життя
Одружений з Денікою Кісті, випускницею легкоатлетичної програми Університету Флориди. Подружжя має трьох дітей.
Вільямс є близьким другом Шакілу О'Нілу, який за словами самого О'Ніла посприяв свого часу переходу Джейсона до складу «Маямі».
2003 року заснував благодійну організацію We Will Foundation, метою якої є допомога дітям з черепно-лицьовими деформаціями.

## Статистика виступів в НБА
| † | Позначає сезон, в якому Джейсон Вільямс ставав чемпіоном НБА |

### Регулярний сезон
| Сезон             | Команда            | GP  | GS  | MPG  | FG%  | 3P%  | FT%  | RPG | APG | SPG | BPG | PPG  |
| ----------------- | ------------------ | --- | --- | ---- | ---- | ---- | ---- | --- | --- | --- | --- | ---- |
| 1998–99           | «Сакраменто Кінґс» | 50  | 50  | 36.1 | .374 | .310 | .752 | 3.1 | 6.0 | 1.9 | .0  | 12.8 |
| 1999–2000         | «Сакраменто Кінґс» | 81  | 81  | 34.1 | .373 | .287 | .753 | 2.8 | 7.3 | 1.4 | .1  | 12.3 |
| 2000–01           | «Сакраменто Кінґс» | 77  | 77  | 29.7 | .407 | .315 | .789 | 2.4 | 5.4 | 1.2 | .1  | 9.4  |
| 2001–02           | «Мемфіс Ґріззліс»  | 65  | 65  | 34.4 | .382 | .295 | .792 | 3.0 | 8.0 | 1.7 | .1  | 14.8 |
| 2002–03           | «Мемфіс Ґріззліс»  | 76  | 76  | 31.7 | .388 | .354 | .840 | 2.8 | 8.3 | 1.2 | .1  | 12.1 |
| 2003–04           | «Мемфіс Ґріззліс»  | 72  | 68  | 29.4 | .407 | .330 | .837 | 2.0 | 6.8 | 1.3 | .1  | 10.9 |
| 2004–05           | «Мемфіс Ґріззліс»  | 71  | 68  | 27.5 | .413 | .324 | .792 | 1.7 | 5.6 | 1.1 | .1  | 10.1 |
| 2005–06†          | «Маямі Гіт»        | 59  | 56  | 31.8 | .442 | .372 | .867 | 2.4 | 4.9 | .9  | .1  | 12.3 |
| 2006–07           | «Маямі Гіт»        | 61  | 55  | 30.6 | .413 | .339 | .913 | 2.3 | 5.3 | 1.0 | .0  | 10.9 |
| 2007–08           | «Маямі Гіт»        | 67  | 53  | 28.1 | .384 | .353 | .863 | 1.9 | 4.6 | 1.2 | .1  | 8.8  |
| 2009–10           | «Орландо Меджик»   | 82  | 18  | 20.8 | .444 | .380 | .756 | 1.5 | 3.6 | .6  | .0  | 6.0  |
| 2010–11           | «Орландо Меджик»   | 16  | 0   | 10.7 | .342 | .304 | .000 | 1.4 | 1.5 | .5  | .0  | 2.1  |
| 2010–11           | «Мемфіс Ґріззліс»  | 11  | 0   | 11.3 | .310 | .200 | .000 | .7  | 2.5 | .3  | .1  | 1.9  |
| Усього за кар'єру | Усього за кар'єру  | 788 | 667 | 29.4 | .398 | .327 | .813 | 2.3 | 5.9 | 1.2 | .1  | 10.5 |

### Плей-оф
| Сезон             | Команда            | GP | GS | MPG  | FG%  | 3P%  | FT%   | RPG | APG | SPG | BPG | PPG  |
| ----------------- | ------------------ | -- | -- | ---- | ---- | ---- | ----- | --- | --- | --- | --- | ---- |
| 1999              | «Сакраменто Кінґс» | 5  | 5  | 32.6 | .356 | .310 | 1.000 | 3.6 | 4.0 | 1.6 | .2  | 10.0 |
| 2000              | «Сакраменто Кінґс» | 5  | 5  | 29.0 | .375 | .320 | .800  | 1.6 | 2.4 | .6  | .0  | 10.4 |
| 2001              | «Сакраменто Кінґс» | 8  | 8  | 23.9 | .426 | .367 | 1.000 | 2.3 | 2.9 | 1.0 | .0  | 8.8  |
| 2004              | «Мемфіс Ґріззліс»  | 4  | 4  | 32.5 | .326 | .286 | 1.000 | 2.3 | 4.5 | .5  | .0  | 10.8 |
| 2005              | «Мемфіс Ґріззліс»  | 4  | 4  | 28.5 | .528 | .476 | 1.000 | 2.3 | 5.3 | 1.5 | .0  | 17.0 |
| 2006†             | «Маямі Гіт»        | 23 | 23 | 29.8 | .405 | .274 | .844  | 2.0 | 3.9 | .7  | .0  | 9.3  |
| 2007              | «Маямі Гіт»        | 4  | 4  | 28.0 | .250 | .294 | .800  | 2.0 | 3.5 | 1.3 | .3  | 5.8  |
| 2010              | «Орландо Меджик»   | 14 | 0  | 13.7 | .342 | .250 | 1.000 | .8  | 1.6 | .3  | .0  | 2.6  |
| Усього за кар'єру | Усього за кар'єру  | 67 | 53 | 25.9 | .393 | .309 | .889  | 1.9 | 3.3 | .8  | .0  | 8.3  |